# Liste des titres musicaux numéro un en Autriche en 1971
Cette page liste les titres numéro un dans les meilleures ventes de disques en Autriche pour l'année 1971. De juin 1971 à décembre 1972, les charts autrichiens ne sont pas publiés. La détermination des meilleures ventes est modifiée pour un nouveau système.

## Classement des singles
| №  | Date                     | Artiste                       | Titre               |
| -- | ------------------------ | ----------------------------- | ------------------- |
| 1  | 15 janvier               | Peter Alexander               | Hier ist ein Mensch |
| 2  | 15 février               | Peter Alexander               | Hier ist ein Mensch |
| 3  | 15 mars                  | George Harrison               | My Sweet Lord       |
| 4  | 15 avril                 | George Harrison               | My Sweet Lord       |
| 5  | 15 mai                   | Danyel Gérard                 | Butterfly           |
| !  | Du 15 juin au 15 octobre | Le classement n'est pas tenu. |                     |
| 10 | 15 octobre               | Wolfgang Ambros               | Da Hofa             |
| 11 | 15 novembre              | Wolfgang Ambros               | Da Hofa             |
| 12 | 15 décembre              | Wolfgang Ambros               | Da Hofa             |

## Classement des albums
| № | Date                | Artiste                        | Titre                  |
| - | ------------------- | ------------------------------ | ---------------------- |
| 1 | 15 janvier          | Peter Alexander                | Mein Geschenk für dich |
| 2 | 15 février          | Peter Alexander                | Mein Geschenk für dich |
| 3 | 15 mars             | George Harrison                | All Things Must Pass   |
| 4 | 15 avril            | George Harrison                | All Things Must Pass   |
| 5 | 15 mai              | The Rolling Stones             | Sticky Fingers         |
| ! | À partir du 15 juin | Le classement n'est plus tenu. |                        |